# Castello di Dundonald
Il castello di Dundonald è un castello della Scozia.

## Storia

### Antichità
Il castello di Dundonald occupa la cima di una collina tra Troon e Kilmarnock, sulla quale vari indizi suggeriscono la presenza di un hill fort. Si pensa che questo consistesse in un bastione di pietrame al cui interno si trovavano abitazioni in legno a pianta circolare. Un incendio avvenuto all'incirca nel 1000 a.C. distrusse poi l'insediamento, e fu di una tale intensità da lasciare il materiale roccioso parzialmente vitrificato. Il periodo nel quale avvenne questo incendio è compatibile con quello in cui terminò l'esistenza del Regno di Strathclyde, assorbito quest'ultimo dal Regno di Scozia.
Il toponimo Dundonald, che significa forte di Donald, potrebbe derivare dall'antico brittonico Din Dyfnwal. Il nome personale brittonico Dyfnwal è imparentato con quello che nel Gaelico scozzese si scrive Dòmhnall e che in inglese Donald. Non è noto chi sia stato il Donald eponimo della fortezza, anche se è verosimile che possa essere ricercato tra i sovrani di Strathclyde che portavano il nome di Dyfnwal (o Domnall) tra l'ottavo e il decimo secolo DC.

### I primi due castelli
Nel sito occupato dall'attuale edificio sono stati presenti tre successivi castelli medioevali. Il più antico venne costruito da uno dei Grandi intendenti di Scozia e molto probabilmente da Walter fitz Alan, il primo tra questi, che giunse in Scozia nel 1136. Sopra il livello del suolo oggi non rimane nulla di questo edificio.
Il secondo castello in ordine di tempo venne costruito verso la fine del XIII secolo da Alexander Stewart,  IV grande intendente di Scozia, e fu realizzato principalmente in pietra. Si trattava probabilmente di una delle più grandi residenze baronali del proprio tempo, e venne quasi completamente distrutto dagli scozzesi all'inizio del XIV secolo nel corso delle Guerre d'indipendenza scozzesi. Tra le poche cose che rimangono di questo edificio c'è il pozzo che si trova a breve distanza dall'attuale castello.

### Il castello attuale

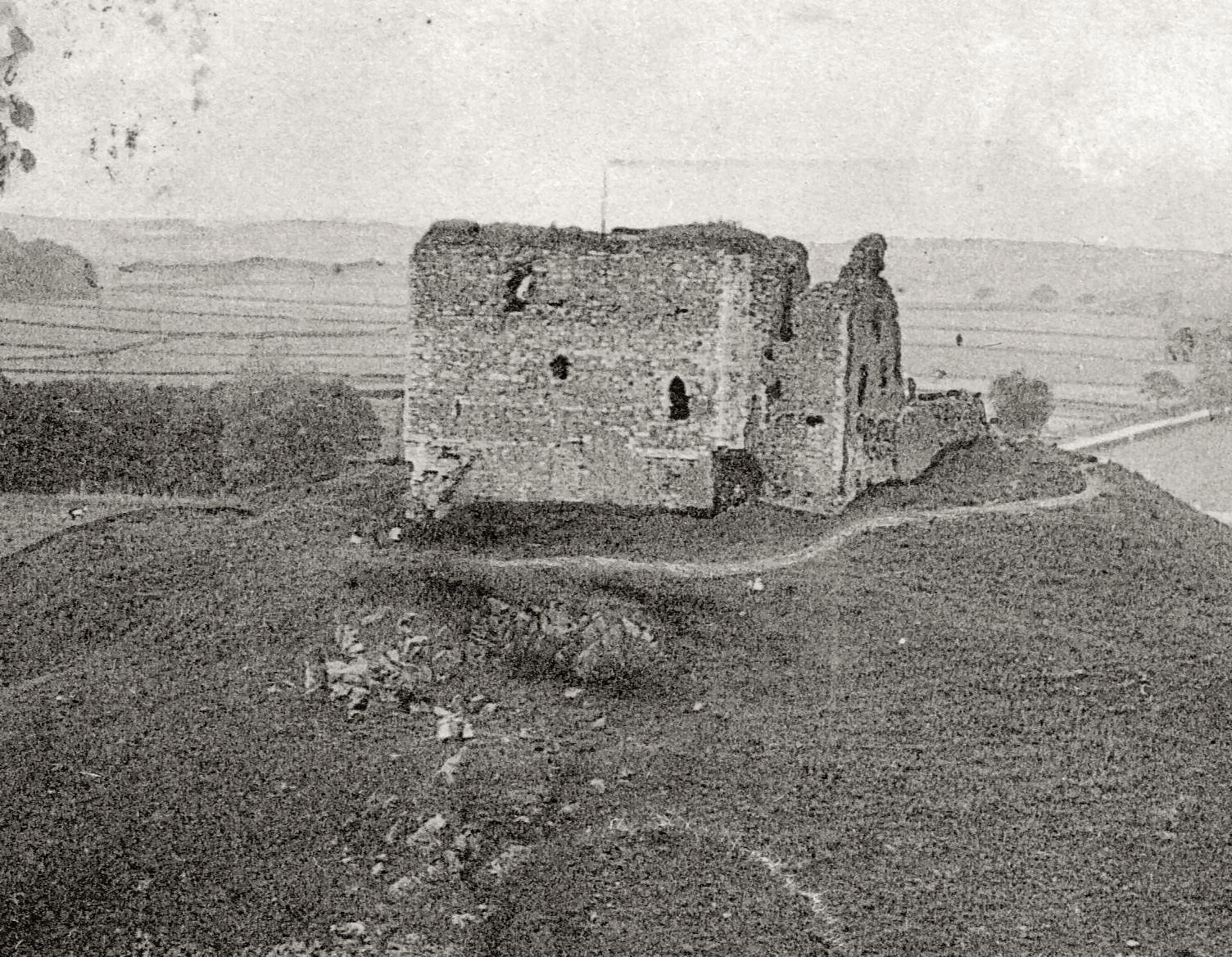
Il castello di Dundonald nel 1903.

Il terzo castello fu costruito da Robert the Stewart, probabilmente per sottolineare la propria ascesa al trono come Roberto II di Scozia, avvenuta nel 1371. Si trattava di un edificio a tre piani che rimase una delle residenza favorite del sovrano. Nel piano superiore si trovavano le stanze nelle quali risiedeva in genere la famiglia dei proprietari, che sovrastavano una grande sala a volta destinata al ricevimento degli ospiti e ai banchetti. Al primo piano si trovavano altre due sale utilizzate per attività pubbliche, mentre il pianterreno era destinato a magazzino ed era probabilmente suddiviso in locali più piccoli per conservare diverse provviste come vino, birra, granaglie e combustibile.
Alla fine del XIV secolo fu dotato di alcune stanze addizionali e di una prigione. Il cortile esterno (definibile più propriamente come barmkin) venne completato con edifici secondari (stalle, un birrificio, una officina per il fabbro etc.) costruiti a ridosso delle mura perimetrali. Praticamente tutto ciò che si vede oggi dell'edificio risale a questo terzo castello, compresa la torre che domina la collina. Il castello di Dundonald comprendeva un tempo anche una cappella dedicata a Sant'Inan.
Il complesso fu inserito nella lista dei Monumento classificato nel 1920. Oggi il castello è visitabile a pagamento; il centro visite alla base della collina ospita un locale didattico dedicato alla sua storia.

## Nella cultura di massa

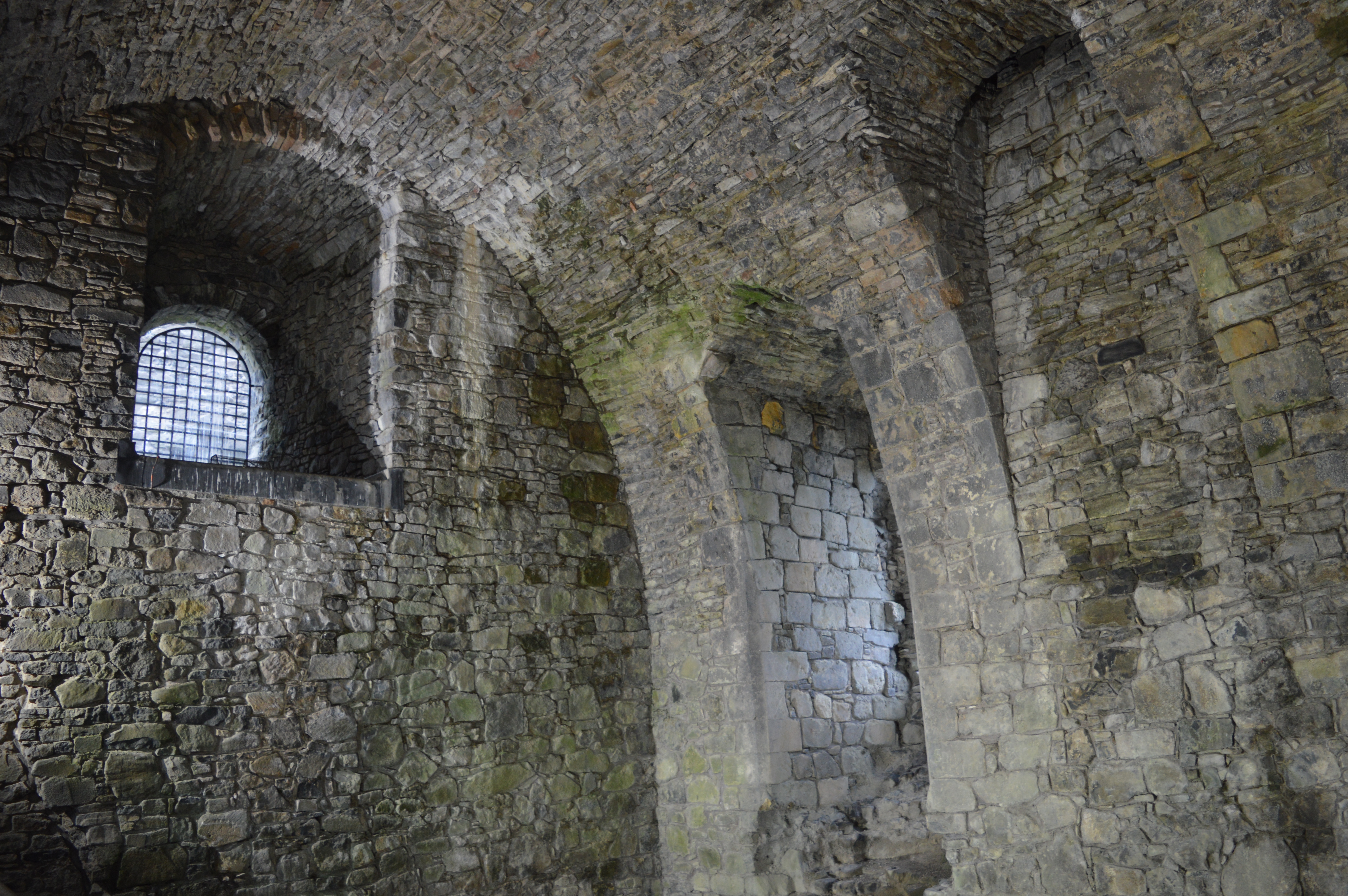
Dettaglio di una delle volte

Il castello di Dundonald appare nel romanzo di Jules Verne Le Indie nere. Nel libro il castello è utilizzato dall'antagonista come finto faro: funge infatti da esca per le navi, facendo loro credere di essere in porto e attirandole verso gli scogli, dove fanno naufragio e vengono poi depredate del proprio carico. Nel romanzo il castello è anche collegato con un tunnel ad una misteriosa città sotterranea che si trova nei pressi di Loch Katrine.